# 王裕文 (1969年)
王裕文（1969年7月22日—），台北市人，台北企業總工會理事長、台灣勞工總工會理事長。

## 學歷
- 開南大學商學院經營管理組碩士

## 經歷
- 台北捷運工會理事長
- 台北捷運公司董事
- 台北市產業總工會常務理事
- 台北市公務機關產業工會聯合會常務理事
- 台北市自由空間教育基金會常務董事
- 公務機關總工會副理事長
- 中華民國鐵路工會全國聯合會常務理事
- 中華民國全國總工會常務理事
- 行政院勞工委員會積欠工資墊償基金管理委員會委員

## 重大事件
- 2003年間馬來西亞籍勞工楊君，因故及身份問題居留身份被取消，將遭潛返馬來西亞。但楊君在馬來西亞舉目無親，語言不通，無生存可言，希望能取得中華民國國籍，期間楊君曾聘請律師及尋求民意代表協助處理，但皆表示現行法令無法如願取得中華民國國民身分證等回應。2004年中王裕文得知後主動協助，將案子從頭研究後，發現楊君出生後不久即由台灣籍母親帶回台灣居住，之後依外籍身份在台念書及工作，遂向內政部移民署陳情，並請立法委員共同召開協調會為楊君爭取生存權。約三個月後，即獲移民署正面回應：依《國籍法》第2條規定，以無戶籍國民身份申請身分證。該案長逹一年多無法解決，王裕文不受其所謂專業律師的影響積極的為楊君爭取人權鑽研法規，採取正確的方法用對法規，讓整件事情獲得完美的結果，使楊君獲得不一樣的人生。
- 2004年3月17日：台北捷運爆發轟動一時的站務人員吃票案，共127人涉案，115人被移送法辦，8人遭開除。台北捷運工會認為開除處分過當，台北捷運公司在未告知且司法未判罪前就片面終止8名員工的勞動契約，違反《勞動基準法》，程序也有重大瑕疵。王裕文時任台北捷運工會第4屆理事長，帶領員工抗爭3個月，為員工請命。經溝通協調，終爭取遭開除的8名員工恢復工作權成功，同時原有職等、年資和勞健保不受影響。
- 2004年為保障公務人員工作權，替因涉案而遭免職，惟刑事責任部分嗣後經法院判決無罪確定，卻無法辦理復職之公務人員，多方奔走協商。獲時任市長馬英九支持認同，於10月4日臺北市人權保障諮詢委員會裁示：請臺北市政府人事處會同臺北市政府法規委員會訂定處理準則，供各機關遵循，俾公正妥適審查原免職處分之妥當性，並以落實《中華民國憲法》保障人民服公職之權利，據此作為臺北市政府北市府非自願性離職公務員之復用依據。王裕文對公務人員之權益做出重大貢獻。
- 2014年 以個人名義參與召集「台灣勞工福利聯盟」，參與張安樂國會示威事件，支持服貿協議。
- 2016年 參與由軍公教勞團體組成的「監督年金改革行動聯盟」，2017年1月發動接力絕食行動。 （页面存档备份，存于）
- 2017-04-19  王裕文參加反年金改革,在立法院門口以暴力衝撞立委林俊憲,被警方現場蒐證影像依法究辦。同年11-23獲不起訴。

## 外部連結
- 台北捷運工會 - 理事長 （页面存档备份，存于）
- 台灣勞工福利聯盟挺服貿 （页面存档备份，存于）中國時報 2014年3月31日